# Neckar (Pferd)
Neckar (* 20. Mai 1948, † 5. April 1974) war ein Englisches Vollblutpferd, das 1951 das Deutsche Derby gewann und später ein auch international einflussreiches Vaterpferd wurde.

## Abstammung
Neckar entstammt der berühmten Erlenhofer-N-Linie, einer der einflussreichsten Stutenfamilien der deutschen Vollblutzucht (Familien-Nr. 4r). Sein Vater Ticino ist ebenfalls ein Ausnahmepferd der deutschen Vollblutzucht.

## Rennlaufbahn
Als Zweijähriger stand Neckar im Schatten anderer Jahrgangsgefährten, vor allem der in 6 Rennen ungeschlagenen Stute Wacholdis, die ihn im Ratibor-Rennen schlug. Immerhin gewann Neckar bei 4 Starts ein Sieglosen-Rennen, blieb nur bei seinem Lebensdebüt unplatziert und endete im wichtigsten Jahrgangsrennen (Preis des Winterfavoriten) als Dritter.
Als Dreijähriger war er jedoch in keinem seiner fünf Rennen zu schlagen, darunter die beiden ersten klassischen Rennen (Henckel-Rennen, Deutsches Derby). Den Sieg im Henckel-Rennen errang Neckar etwas „unblutig“ und nicht unumstritten, da ein Teilnehmer die stärksten Konkurrenten von Neckar in der Zielgeraden behindert hatte und er dieses Rennen nur sicher mit einer Längen gewann. Neckars Derbysieg sollte für seinen Reiter Otto Schmidt der letzte Sieg in diesem Rennen sein, er war zu diesem Zeitpunkt 55 Jahre alt.
Anstatt nach dem Derby mit einem Sieg im St. Leger der erste deutsche Triple-Crown-Gewinner zu werden, zog man für Neckar den Start im Prix de Chantilly über 3.000 m als Vorbereitung für einen geplanten Start im Prix de l’Arc de Triomphe vor. Der Prix de Chantilly heißt heute Prix Niel und ist auf kürzerer Distanz immer noch eine wichtige Vorprüfung für den „Arc“. Das Rennen war damals mit umgerechnet 70.670 DM für den Sieger dotiert – deutlich höher als der Derbysieg mit 40.000 DM. Neckars Pariser Siegform – der erste Sieg eines in Deutschland trainierten Pferdes in einem bedeutenderen französischen Rennen nach dem Zweiten Weltkrieg, angeblich sogar der allererste Sieg eines deutschen Pferdes in Longchamp – sollte ausgereicht haben, um auch das St. Leger zu gewinnen. Das St. Leger gewann in Neckars Abwesenheit der Schlenderhaner Jonkheer, den er im Union-Rennen und im Derby leicht schlagen konnte. Zweite in Neckars Derby wurde übrigens Wacholdis, die sonst eher in Kurzstreckenrennen glänzte und immer noch zu den besten deutschen Rennstuten nach 1945 zählt.
Zum St. Leger trat Neckar nicht mehr an, weil er sich nach dem Pariser Rennen im Training verletzte. Schon 5 Tage vor dem Derby sollten Neckars Beine seinen Betreuern Sorge gemacht haben. Zwar wurde er bis Juli 1953 im Rennstall gehalten, aber weder scharfes Einreiben noch Brennen konnten seine Sehnenschwäche kurieren.

## Zuchtlaufbahn
Nach der für einen deutschen Spitzengalopper ungewöhnlich kurzen und so unglücklich beendeten Rennlaufbahn wurde Neckar von den Eignern des Gestüts Ravensberg für die Zucht erworben. Wenn nach seiner Rennlaufbahn noch Zweifel an seiner Klasse bestanden – sein ein Jahr älterer naher Verwandter Niederländer, der in Abwesenheit von Neckar den Großen Preis von Baden gewonnen hatte, wurde von manchem Kritiker als das bessere Rennpferd eingeschätzt – so räumte er diese in der Zucht endgültig aus. Zusammen mit Orsini wurde er der wichtigste Nachfolger seines Vaters Ticino.
Zum Ende der Saison 1969 hatten seine direkten Nachkommen 832 Rennen gewonnen, allein in Westdeutschland betrug deren Gesamtgewinnsumme bis dahin über 5 Mio. DM – zu jener Zeit ein bedeutender Betrag.
Er zeugte in Deutschland 9 Sieger von 10 Klassischen Rennen, u. a. 3 Sieger des Deutschen Derbys (Wilderer, Zank und Waidwerk, Zank auch Sieger des Österreichischen Derbys) und den Derby-Zweiten Kronzeuge, der als Vaterpferd sogar das Championat gewinnen sollte. In Italien gewann seine Tochter Tadolina das Stutenderby mit 10 Längen und sein Sohn Hogarth das Derby. 17 seiner Söhne wirkten als Vaterpferde in der Voll- und Warmblutzucht.
Neckar gewann fünfmal das Championat der Vaterpferde und mehrmals das Championat der Väter von Mutterstuten. Als Mutterstutenvererber hat er aus heutiger Sicht den größeren Einfluss genommen, so zeugte er neben vielen Klassestuten auch die Mutter des ersten (und bis zum Erfolg der Stute Danedream 2011 einzigen) deutschen Siegers im weltweit wichtigsten Galopprennen (Prix de l’Arc de Triomphe), Star Appeal. Aber auch in Danedreams Ahnentafel ist Neckar vertreten.